# Credit Suisse
Il Credit Suisse Group AG, fondato nel 1856 da Alfred Escher e con sede a Zurigo (Svizzera), era una banca d'investimento e società di servizi finanziari operante a livello mondiale mediante tre divisioni (Private Banking, Investment Banking, Asset Management).
Le azioni nominative di Credit Suisse Group AG (CSGN) erano quotate alla Borsa di Zurigo e alla Borsa di New York. La banca, che operava in più di 50 nazioni, faceva parte del Bulge Brackets, il gruppo che comprende le banche d'affari più redditizie nonché le più importanti per il sistema finanziario mondiale.
Dopo un aumento di capitale da 4 miliardi di franchi nel dicembre 2022, i grandi soci risultavano: Saudi National Bank (9,88%), Qatar Holding (5,03%), Dodge & Cox (4,99%), Olayan Group (4,93%), Harris Associated (4,85%), BlackRock (4,53%), Silcehester International (3,03%).
Dopo una grave crisi, il 19 marzo 2023 fu annunciata l'acquisizione di Credit Suisse da parte del concorrente UBS  per 3 miliardi di franchi svizzeri. Nel frattempo  la Banca nazionale svizzera concesse a Credit Suisse e UBS una linea di credito fino a 100 miliardi di franchi. L'acquisizione da parte di UBS avvenne nel giugno 2023. Il 31 Maggio 2024, Credit Suisse è stato cancellato dal registro di commercio di Zurigo, rendendo effettiva l'operazione di fusione delle entità legali madri, con UBS come entità sopravvivente.

## Storia

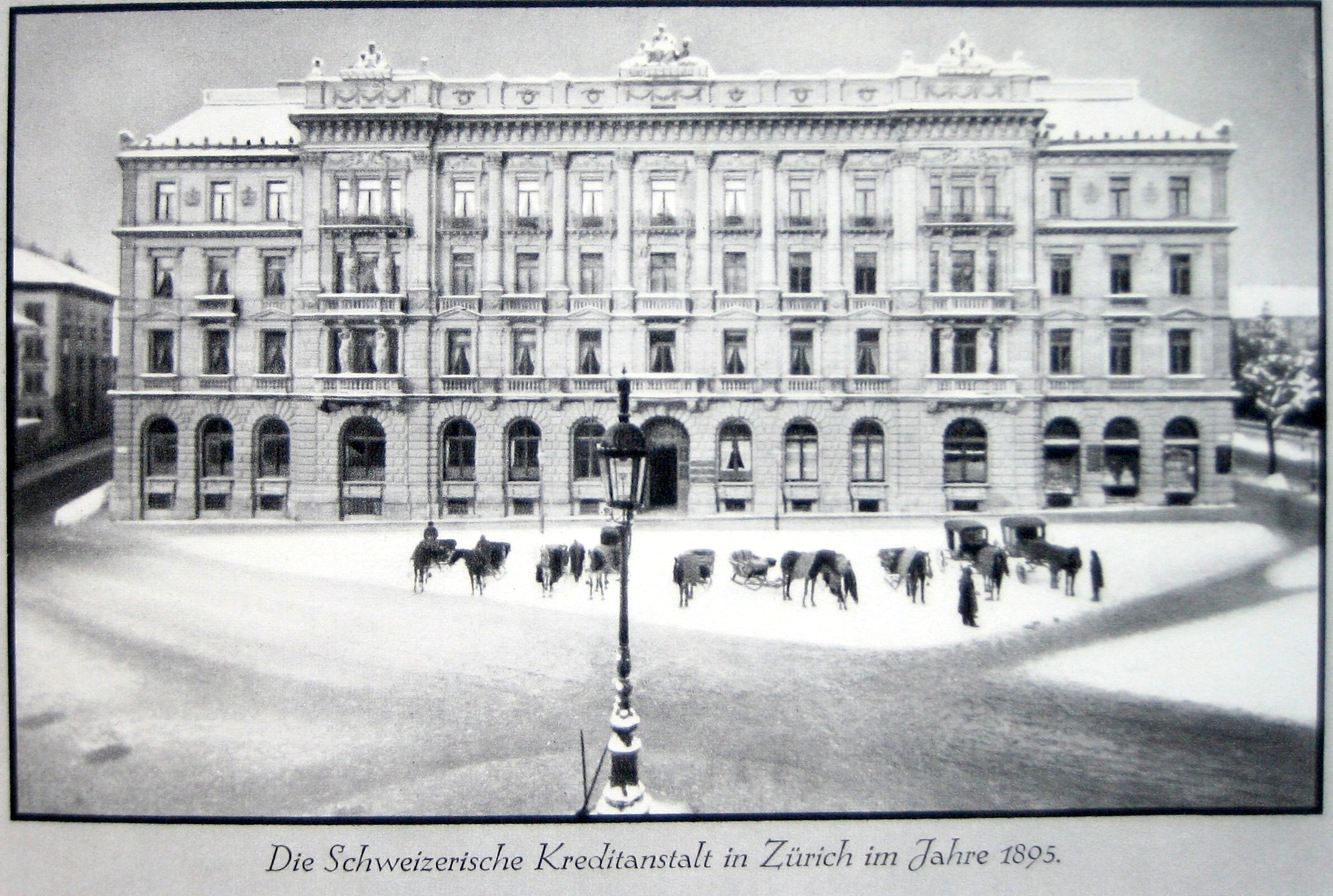
Quartiere generale del Swiss Credit Institution nel 1895

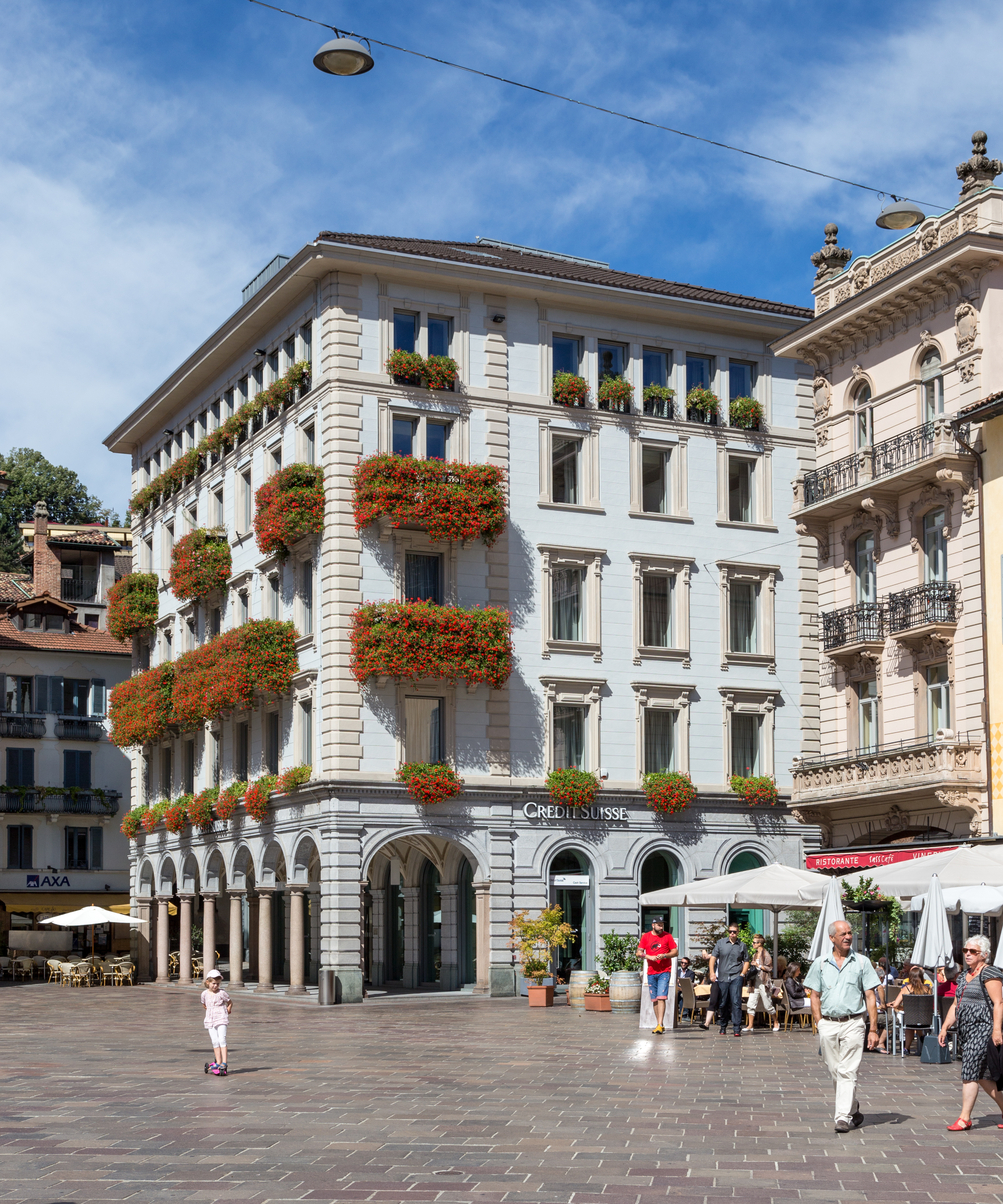
Credit Suisse in Lugano

### Fondazione
Credit Suisse fu fondata il 5 giugno 1856 da Alfred Escher, un politico e uomo d'affari svizzero, con il nome Schweizerische Kreditanstalt, "Istituto di Credito Svizzero". La società, incorporata nel cantone di Zurigo, utilizzava la sigla SKA, e aprì al pubblico il 16 giugno dello stesso anno. Con la creazione di questa banca, Escher sperava di poter finanziare gli sviluppi della neonata industria ferroviaria svizzera, seguendo l'esempio di una grande banca francese di recente costituzione, Crédit mobilier, che si era specializzata nello stesso settore; inoltre, era intenzionato a sottrarre il controllo dei finanziamenti ferroviari alle banche straniere, creando una linea di credito esclusivamente svizzera.

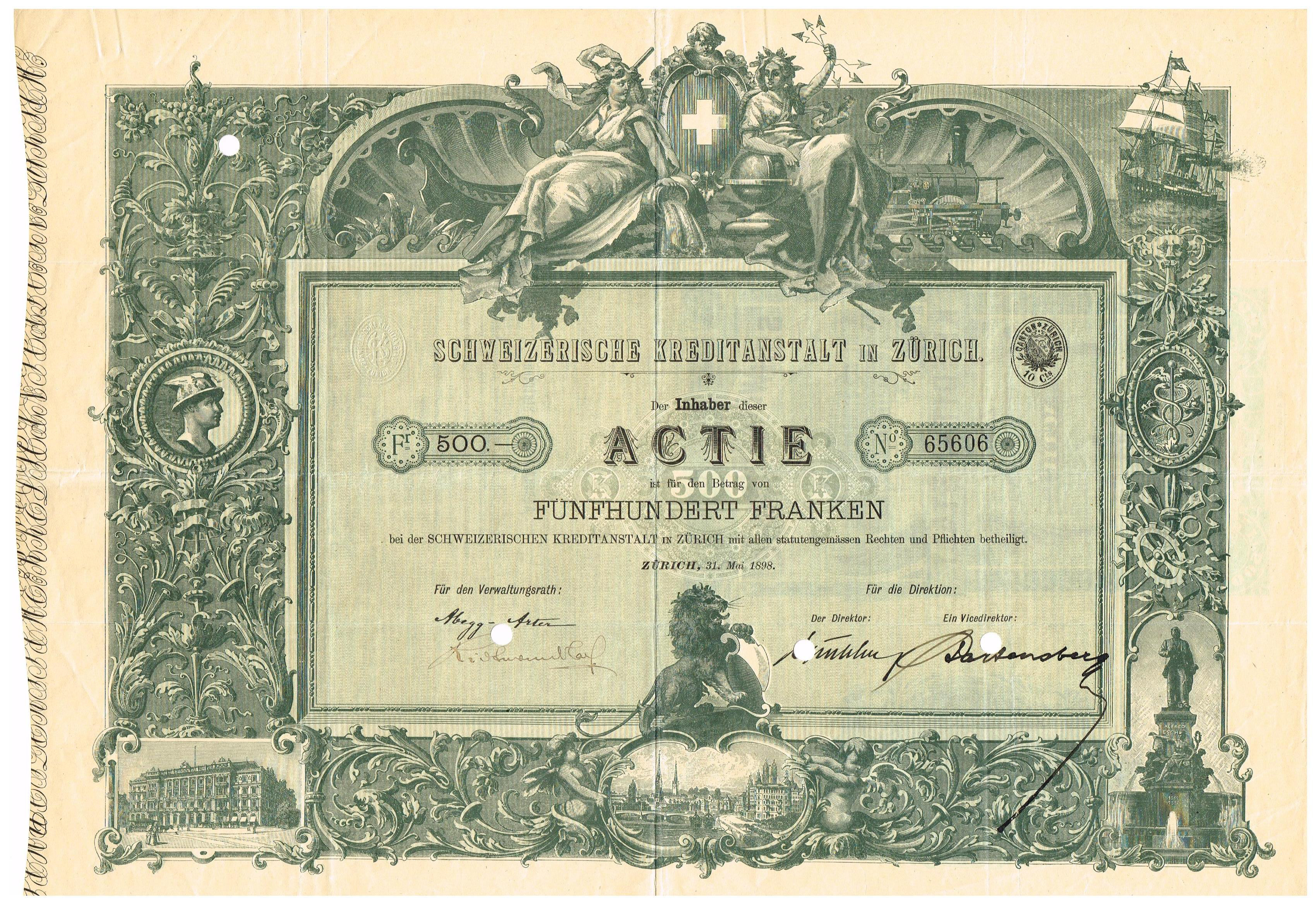
Azione della Schweizerische Kreditanstalt di Zurigo, 31 maggio 1898

Per raggiungere questo obbiettivo, la fondazione della banca fu coadiuvata da una banca tedesca di Lipsia, Allgemeine Deutsche Credit-Anstalt. Escher rimase presidente del consiglio di amministrazione della banca fino alla sua morte, nel 1882; in questi anni, dopo aver abbandonato il piano di dar vita a un collegamento ferroviario attraverso il Passo dello Spluga, Escher decise di partecipare, con la sua controllata Schweizerische Nordostbahn e la stessa Credit Suisse, alla costruzione della ferrovia del Gottardo. In questo periodo la banca conobbe una prima fase di espansione, con l'apertura del primo ufficio di rappresentanza a New York e soprattutto con lo spostamento della sede principale di Zurigo nel nuovo edificio, appositamente costruito, di Paradeplatz, dove la banca mantiene tutt'oggi la propria sede principale.

### Prima metà del Novecento
Sul finire del 1800, la banca conobbe un rapido sviluppo, passando attraverso alcune riorganizzazioni, e nel 1905 venne aperta la prima filiale della banca fuori Zurigo, a Berna; più tardi, nel 1910, fu aperto un altro ufficio di rappresentanza a Parigi. La SKA si trasformò, in questo periodo, in una delle banche universali più di successo della Svizzera, aprendo una filiale vera e propria a New York nel 1910; inoltre, iniziò una collaborazione più stretta con la banca Schweizerische Bodenkreditanstalt (SBKA), "Istituto di Credito Fondiario Svizzero", acquisendo il 28% del suo capitale. La banca riuscì ad attraversare il periodo della prima guerra mondiale e quello della Grande depressione, nonostante la forte esposizione bancaria verso la Germania: quando la crisi bancaria tedesca del 1931 colpì l'Europa, il 23% del bilancio del Credito Svizzero era composto da crediti verso la Germania. Durante la seconda guerra mondiale, la banca si trovò implicata in molte controversie finanziarie relative alla compravendita di oro con la Germania nazista, alle relazioni commerciali con il Reich, ai trasferimenti forzosi dei beni dei suoi clienti da parte di sequestratori nazisti e al congelamento dei beni stranieri detenuti nelle proprie filiali americane. La maggioranza di queste pratiche furono poi risolte dopo la guerra.

### Lo scandalo di Chiasso
Nel secondo dopoguerra, la banca continuò la propria espansione interna e all'estero; nel 1962, cominciò una partnership con la banca White Weld & Co. di Boston, e nel 1976 fu completata l'acquisizione di SBKA. Nel 1977, la banca fu travolta dallo scandalo di Chiasso. La filiale locale del Credito Svizzero aveva attirato ingenti capitali italiani in fuga, sfruttando la propria posizione di confine e promettendo ampi ritorni agli investitori. Questo denaro era stato poi dato in gestione, all'insaputa della sede centrale e con l'aiuto di alcuni avvocati, alla società finanziaria Texon, situata in Liechtenstein. La Texon li aveva a sua volta reinvestiti in speculazioni su aziende italiane, che avevano iniziato a perdere denaro all'indomani del crack petrolifero. Lo schema cominciò a crollare quando i capitali investiti non furono più sufficienti a coprire le perdite, e nel 1977 fu reso noto che la filiale chiassese aveva un buco di bilancio di circa 1,4 miliardi di CHF. A seguito dello scandalo, il direttore generale della banca, Heinz Wuffli, si assunse la piena responsabilità per l'accaduto e fu costretto alle dimissioni, mentre la banca fu travolta dalle conseguenze finanziarie e di immagine, che portarono a una riorganizzazione della sua struttura e degli obbiettivi. Inoltre, in risposta agli eventi, fu siglata la Convenzione relativa all'obbligo di diligenza delle banche.

### Collaborazione con First Boston; sviluppo negli anni novanta
Tra il 1962 e il 1978, il gruppo CS aveva rafforzato la sua posizione sui mercati internazionali grazie alla partnership con White Weld & Co., creando una joint venture che prese il nome di Société Anonyme Financier de Credit Suisse et White Weld (CSWW). Tramite CSWW, la banca aveva in particolare migliorato la posizione sui mercati obbligazionari e azionistici europei. Tuttavia, nel 1978, la banca d'affari statunitense Merril Lynch acquisì White Weld, e assorbì di conseguenza la sua quota di CSWW; la posizione di Credit Suisse nell'accordo non fu presa in considerazione, portando a frizioni fra le due banche. In seguito a questa acquisizione, il gruppo decise di trovarsi un diverso partner internazionale; fu scelta dunque la banca First Boston Corporation, con cui fu costituita la Financière Crédit Suisse-First Boston, un'altra joint venture sullo stesso modello di quella precedente. Nel 1988, a seguito del lunedì nero, CS comprò una quota del 44% in First Boston; nel 1989, con un riassetto societario, CS Holding, creata nel 1982, assorbì sia il Kreditanstalt sia la quota in First Boston, diventando la capogruppo. L'anno successivo, a seguito della crisi dei junk bond, CS Holding prese il controllo completo di First Boston, riunendo dunque tutte le attività dei due gruppi sotto il proprio ombrello.
Negli anni '90, il gruppo cominciò a espandersi verso i mercati emergenti, a cominciare dalla Russia. CS fu tra le prime banche occidentali ad aprire al pubblico nel paese, e fu anche fra le più colpite durante la Crisi finanziaria russa del 1998. Nel 1998, CS Holdings acquisì il brasiliano Banco Garantia, cominciando un'espansione nel paese che sarebbe proseguita nel 2006, con l'acquisizione della banca privata Hedging-Griffo.
Nello stesso periodo, la banca stava anche espandendo le proprie attività in Svizzera. Nel 1990, venne acquisita Banca Leu, mentre nel 1993 fu assorbita la quarta banca più grande del paese, la Banca Popolare Svizzera, che si era trovata in difficoltà in seguito ad ampie perdite nella compravendita dell'argento; poi, nel 1994, il gruppo comprò la maggiore banca regionale della svizzera, Neue Aargauer Bank. Nel 1996, iniziò anche una collaborazione con il gruppo Winterthur.
Nel 1997, CS Holding riorganizzò le proprie operazioni, trasformandosi nel Credit Suisse Group; nello stesso anno, Winterthur fu assorbita completamente. Nel 2002, a seguito della bolla delle dot-com, il gruppo fu diviso in due blocchi, Credit Suisse Financial Services e Credit Suisse First Boston; queste due stesse unità furono poi riunite sotto un solo nome, Credit Suisse, nel 2005-2006, dismettendo definitivamente il nome First Boston. Sempre nel 2006, molte altre proprietà di Credit Suisse Group, inclusa Banca Leu, sono state fuse in un'unica entità che ha preso il nome Clariden Leu; inoltre, Winterthur è stata venduta al gruppo AXA, per circa 8 miliardi di euro.

### Crisi finanziaria del 2008 e sviluppi successivi
La crisi finanziaria mondiale ha colpito duramente tutte le grandi istituzioni bancarie, compresa Credit Suisse, che ha riportato una perdita di 8 miliardi di euro nel 2008. Tuttavia, la reazione della banca alla crisi è stata giudicata positivamente da molti osservatori: la banca non ha avuto bisogno di ricevere direttamente prestiti dallo stato, al contrario della concorrente UBS, che si è trovata costretta a richiedere alla Svizzera 6 miliardi di franchi. Nonostante la situazione non fosse drammatica, CS si è trovata a dover modificare sostanzialmente sia il proprio assetto sui mercati, effettuando importanti cambiamenti sulle proprie posizioni obbligazionarie e riducendo considerevolmente le proprie attività di investment banking, sia la propria preparazione in caso di future crisi finanziarie. In particolare, la banca centrale svizzera ha introdotto una serie di ulteriori regolamentazioni sulle banche del paese, imponendo maggiori requisiti patrimoniali, requisiti di liquidità e di diversificazione del rischio, all'interno di un programma indirizzato specialmente a quelle banche particolarmente importanti per l'economia del paese (too big to fail). In questo ambito, CS ha intrapreso una serie di modifiche alla propria struttura societaria: nel 2012, Clariden Leu è stata disciolta e completamente assorbita all'interno della banca principale; nel 2016, la sezione di Credit Suisse dedicata esclusivamente alla clientela svizzera è stata distaccata, creando una nuova controllata del Credit Suisse Group denominata Credit Suisse (Svizzera) SA.
Credit Suisse è stata aspramente criticata dal pubblico per il suo ruolo nello scoppio della crisi; nel 2016, la banca ha acconsentito a pagare una multa di 5.3 miliardi di dollari al governo degli Stati Uniti, per aver ingannato gli investitori riguardo al rischio relativo ai mutui sub-prime. Nel 2014, un investitore finanziario di alto livello all'interno di CS, Kareem Serageldin, è stato condannato a 30 mesi di prigione per il suo ruolo nell'occultamento delle perdite del portafoglio titoli della banca.
Nel luglio 2018 la filiale di Hong Kong del Credit Suisse ha pagato circa 77 milioni di dollari di multa al Dipartimento della Giustizia degli Stati Uniti e alla SEC americana per fatti di corruzione in Cina. Era stata accusata di avere assunto dal 2007 al 2013 parenti di responsabili politici cinesi in modo da ottenere favoritismi.
Oggi, il gruppo suddivide le proprie attività in cinque settori, tre relativi alla gestione patrimoniale (Banca Universale Svizzera, Gestione Patrimoniale Internazionale e Area Asia-Pacifico) e due relativi alle attività di investimento (Mercati Globali e Mercati Capitali).
Nel febbraio 2020, l'amministratore delegato Tidjane Thiam si è dimesso dalla sua carica, a seguito dello scandalo, scoppiato nel settembre 2019, relativo allo spionaggio da parte di investigatori privati incaricati dalla banca ai danni dell'ex capo della sezione Gestione Patrimoniale di Credit Suisse, Iqbal Khan, e dell'ex capo delle risorse umane Peter Goerke. Al suo posto è stato nominato il numero uno degli affari elvetici della banca, Thomas Gottstein.
Nel dicembre 2020, i pubblici ministeri federali hanno intentato una denuncia contro il Credit Suisse per riciclaggio di denaro per un giro di traffico di droga bulgaro. Si ritiene che il fatto sia avvenuto tra il 2004 e il 2008. Il processo è iniziato il 7 febbraio 2022.  Il 27 giugno 2022 il Tribunale penale federale ha condannato la banca a una multa di 2 milioni di franchi e il relativo consulente clienti del Credit Suisse a una multa condizionale e a una pena detentiva condizionale di 20 mesi. Secondo SRF-Notizie (Schweizer Radio und Fernsehen) dal 2012 al 2022 Credit Suisse ha pagato un totale di circa dodici miliardi di franchi per multe, liquidazioni e danni, più di qualsiasi altra banca svizzera in quel periodo. Nel 2021 si è registrata una perdita di 1,6 miliardi di franchi svizzeri e nel 2022 la banca ha subito una perdita di 7,3 miliardi di franchi svizzeri.
Nell'ottobre 2021, stando all'annuncio dell'autorità americana dei mercati, Credit Suisse pagherà quasi 475 milioni di dollari alle autorità americane e britanniche, in modo da dirimere le cause relative a due obbligazioni e un prestito lanciato dall'establishment delle imprese statali in Mozambico. Queste operazioni hanno raccolto un totale di oltre 1 miliardo di dollari. Sono stati usati per pagare tangenti, mentre venivano presentati agli investitori come un modo per finanziare lo sviluppo della pesca del tonno del Mozambico.

### Inchiesta giornalistica "Suisse Secrets", 2022
A febbraio 2022 esce l'inchiesta giornalistica "Suisse Secrets", frutto della collaborazione di 47 testate internazionali (per l'Italia: La Stampa e IrpiMedia), l'inchiesta si avvale anche di una fuga di notizie di un whistleblower riguardanti diciottomila conti correnti in Credit Suisse, nei quali risultano intestatari anche malavitosi, torturatori e ricercati, oltre che evasori fiscali .

### Gli arabi soci principali
Nell'ottobre 2022, a causa delle forti perdite (5,9 miliardi di franchi svizzeri) prodotto principalmente dai casi Greensill e Archegos Capital, il Credit Suisse ha lanciato un robusto e doloroso piano di ristrutturazione che prevede un obbligato aumento di capitale da 4 miliardi di franchi, una profonda riorganizzazione dell'investment banking, un taglio del personale di 9 mila unità, una riduzione del 40% degli asset ponderati per il rischio (Rwa). Alla fine di dicembre l'aumento di capitale (suddiviso in due tranche) ha portato ad un nuovo assetto azionario con gli arabi che sono diventati i principali soci: Saudi National Bank del principe ereditario saudita Moḥammad bin Salmān Āl Saʿūd ha sfiorato il 10% del capitale; Qatar Holding ha arrotondato la sua quota sopra il 5%; l'asset manager Olayan Group ha raggiunto oltre il 4,9%.
Nel frattempo c'è stato anche un cambio nel vertice della banca: dopo le dimissioni all'inizio dell'anno dell'allora presidente Antonio Horta-Osorio in quanto non aveva rispettato le restrizioni legate alla pandemica COVID-19 assistendo alla finale di Wimbledon, alla presidenza è giunto Axel Lehmann mentre il nuovo CEO è Ulrich Koerner..

### Crollo in Borsa e salvataggio (2023)

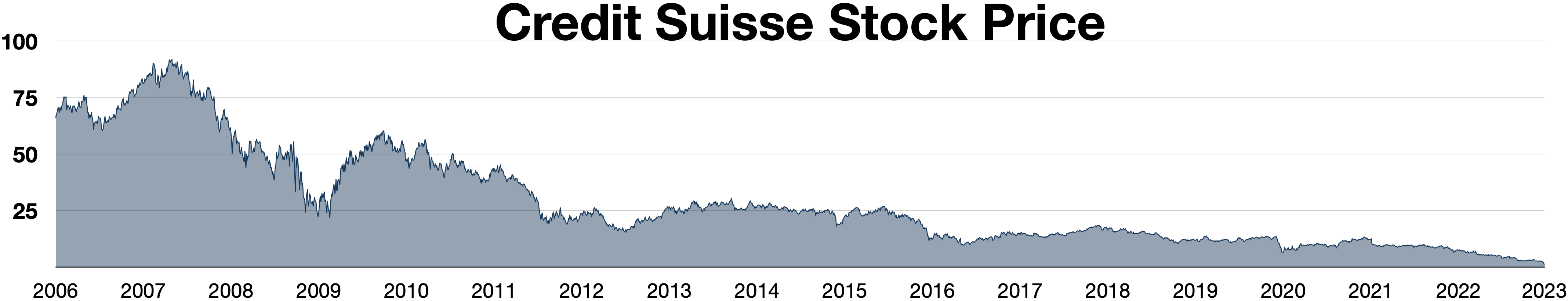
Il prezzo delle azioni del Credit Suisse

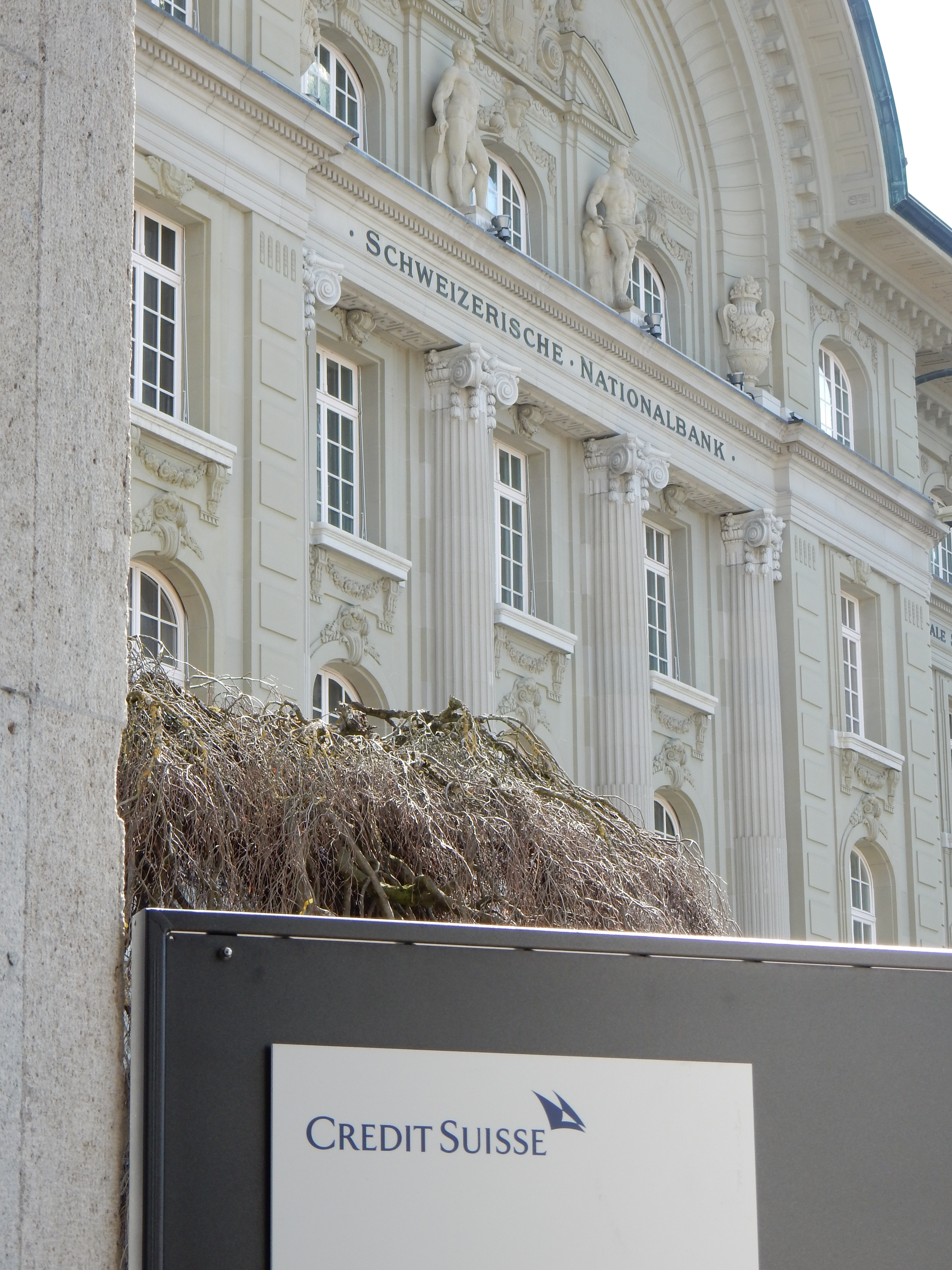
Cartello del Credit Suisse a fianco della Banca nazionale svizzera a Berna

Dall'ottobre 2022, numerosi clienti hanno cominciato a prelevare depositi dalla banca. Il 9 febbraio 2023, la banca ha registrato una perdita annua di 7,3 miliardi di franchi, la perdita maggiore dalla crisi finanziaria globale del 2008. Il 14 marzo dello stesso anno, il Credit Suisse ha pubblicato la sua relazione annuale per il 2022 affermando di aver identificato "debolezze sostanziali" nei controlli sull'informativa finanziaria. 
Il 15 marzo 2023, la situazione è precipitata: il prezzo delle azioni del Credit Suisse è sceso di quasi il 25% dopo che la Saudi National Bank, il suo più importante investitore, ha rifiutato per motivi normativi di fornire ulteriore assistenza finanziaria. Aggiungendo che il Credit Suisse non aveva bisogno di capitale aggiuntivo. Quel giorno il prezzo delle azioni è crollato valendo per la prima volta meno di 1.65 franchi quando nel 2007 il suo valore era più di 90. Contemporaneamente il valore di mercato delle obbligazioni non garantite della banca con scadenza nel 2027 è sceso a un minimo del 33% del loro valore nominale. 
Il 16 marzo 2023 la banca ha annunciato di voler prendere in prestito fino a 50 miliardi di franchi dalla Banca nazionale svizzera. Poco dopo la banca ha proceduto anche all'acquisto di tre miliardi di franchi svizzeri del proprio debito e alla vendita dell'hotel Baur en Ville a Zurigo. Tuttavia, questi interventi non hanno impedito agli investitori e ai clienti di ritirare i loro soldi dal Credit Suisse, con deflussi che hanno superato i 10 miliardi di franchi svizzeri durante la settimana.
Il 19 marzo 2023 UBS ha annunciato l'intenzione di acquisire Credit Suisse per 1 miliardo di franchi svizzeri e poi, dopo che la proposta era stata bocciata, ha rilanciato più tardi sino a 2 miliardi.
La situazione era così compromessa che la BNS e il governo svizzero hanno avviato discussioni per accelerare l'acquisizione della banca da parte di UBS.  Nella prima serata dello stesso 19 marzo l'accordo: UBS acquisisce il Credit Suisse per 3 miliardi di franchi svizzeri. UBS otterrà fino a 100 miliardi di liquidità dalla Banca nazionale svizzera per far fronte a eventuali perdite di Credit Suisse.  Le autorità hanno anche emesso un decreto secondo cui le obbligazioni AT-1 del Credit Suisse incluse nel "core capital ratio" erano diventate prive di valore.

## Logo

Logo del Credit Suisse, 1997–2006

Il logo di Credit Suisse è composto da alcune vele spiegate che simboleggiano l'orientamento della banca verso il mercato internazionale e la trasformazione della stessa in una banca globale avvenuta nel 2006, quando le aree di private banking, wealth management e investment banking sono state integrate. Il logo allude anche agli obiettivi della banca, alla sua costante crescita, alla fondazione di nuove divisioni e alle fusioni o acquisizioni di altre banche avvenute durante i 162 anni di attività del colosso elvetico.

## Dati economici
Nel 2017 i ricavi sono stati pari a 21.786 miliardi di CHF. Nel 2018 il fatturato ha toccato i 21,79 miliardi con un utile netto di 2,06 miliardi di CHF

## Governo d'impresa

### Direzione del Gruppo
La Direzione del gruppo è l'organo esecutivo di Credit Suisse. Thomas Gottstein è il suo amministratore delegato.
| La Direzione di Credit Suisse è composta da: |
| --- |
| - Thomas Gottstein (Amministratore delegato, A.D.) - James L. Amine (A.D. Investment Banking & Capital Markets) - Brian Chin (A.D. Global Markets) - André Helfenstein (A D. Swiss Universal Bank & Credit Suisse Svizzera) - Philipp Wehle (A.D. International Wealth Management) - Helman Sitohang (A D. Asia Pacifi) |

### Consiglio di amministrazione
Il Consiglio di amministrazione è il più alto corpo aziendale ed è responsabile delle direttive strategiche e di management del gruppo, della nomina e della supervisione della direzione esecutiva. Urs Rohner ne è il presidente.
| Il Consiglio di amministrazione è composto dai seguenti membri: |
| --- |
| - Urs Rohner (Presidente) - Iris Bohnet - Andreas Gottschling (Responsabile della Gestione dei Rischi, CRO) - Alexander Gut - Michael Klein - Andreas N. Koopmann - Seraina Macia - Kai S. Nargolwala (Responsabile del Comitato per la Remunerazione) - Ana Paula Pessoa - Joaquin J. Ribeiro - Severin Schwan (Vice-Presidente e Direttore Indipendente) - John Tiner (Responsabile del Comitato di Controllo) - Alexandre Zeller |

## Sponsorizzazioni in Italia
La Credit Suisse fu uno degli sponsor della Reggina nella stagione di Serie A 2003-2004.